# Arachnomimus lepidus
Arachnomimus lepidus är en insektsart som beskrevs av Lucien Chopard 1969. Arachnomimus lepidus ingår i släktet Arachnomimus och familjen syrsor. Inga underarter finns listade i Catalogue of Life.